# Sphingomorpha monteironis
Sphingomorpha monteironis är en fjärilsart som beskrevs av Butler 1875. Sphingomorpha monteironis ingår i släktet Sphingomorpha och familjen nattflyn. Inga underarter finns listade i Catalogue of Life.